# Bunder (Cikupa)
Bunder is een bestuurslaag in het regentschap Tangerang van de provincie Banten, Indonesië. Bunder telt 17.240 inwoners (volkstelling 2010).